# خسوس آنگوی
خِسوس ماریانو آنگوی گیل (زادهٔ ۲۲ مه ۱۹۶۶) بازیکن فوتبال و دروازه‌بان بازنشستهٔ اهل اسپانیا است که در فوتبال آمریکایی نیز به عنوان شوت‌زن بازی می‌کرد.
او در پنج فصل، در ۹ بازی لا لیگا برای باشگاه اصلی خود، بارسلونا به میدان رفت و بیشتر اوقات انتخاب سوم بود. او در نوامبر ۲۰۲۲ به بیماری پارکینسون مبتلا شد.

## فوتبال
آنگوی که در الاگون، زاراگوزا به دنیا آمد، محصول رده‌های جوانان باشگاه فوتبال بارسلونا بود. با این حال، او اولین بازی حرفه‌ای خود را با لوگروئنس انجام داد و در دهه ۲۰ زندگی خود، چندین فصل را با تیم B کاتالان‌ها گذراند و سه سال در دسته دوم بازی کرد.
پس از خروج آندونی زوبی‌زارتای افسانه‌ای و قبل از ورود ویتور بایا، آنگوی از مصدومیت‌های کارلس بوسکتس به عنوان انتخاب اول استفاده کرد تا در ۹ بازی لا لیگا به میدان برود. با نزدیک شدن به پایان فصل ۹۶–۱۹۹۵، هم او و هم سرمربی یوهان کرایف (که دخترش با این بازیکن ازدواج کرده بود) باشگاه را ترک کردند؛ پس از یک دورهٔ بی‌تأثیر در باشگاه فوتبال کوردوبا، از فوتبال بازنشسته شد.

## فوتبال آمریکایی
آنگوی هفت سال (۲۰۰۳–۱۹۹۶) را در تیم لیگ ملی فوتبال اروپا، بارسلونا دراگونز به عنوان شوت‌زن گذراند و سپس به ایتالیا رفت و به برگامو لاینز (IFL) پیوست. در سال ۱۹۹۹، او یک دوره آزمایشی ناموفق با دنور برانکوز، قهرمان وقت لیگ ملی فوتبال داشت.
سه سال بعد، آنگوی در تیم تهاجمی برتر لیگ ملی فوتبال اروپا انتخاب شد.